# Данилін Юрій Михайлович
Юрій Михайлович Данилін (нар. 28 листопада 1938, м. Київ) — український математик, доктор фізико-математичних наук, професор, провідний науковий співробітник відділу чисельних методів оптимізації Науково-навчального комплексу «Інститут прикладного системного аналізу» НАН України і Міністерстві освіти і науки України при Національному технічному університеті України «Київський політехнічний інститут», лауреат Державної премії УРСР в галузі науки і техніки (1984).

## Біографія
Юрій Данилін народився 28 листопада 1938 року у м. Києві
Протягом 1956—1962 років навчався у Куйбишевському авіаційному інституті (тепер — м. Самара, Росія) та отримав спеціальність інженера-механіка з літакобудування.
По закінченні інституту з 1962 по 1966 роки він працював інженером-конструктором на підприємстві Особливого конструкторського бюро-1 (поштова скринька № 651) у м. Калінінград (тепер — Корольов) у РРФСР у галузі космічних досліджень. Одночасно з 1963 по 1968 роки він навчався на механіко-математичному факультеті Московського державного університету імені М. В. Ломоносова.
У 1966 році Юрій Данилін перейшов на роботу до Інституту кібернетики імені В. М. Глушкова НАН України, де працював до 1996 року на посадах інженера, молодшого наукового співробітника, старшого наукового співробітника, провідного наукового співробітника.
У 1969 році захистив кандидатську дисертацію та здобув науковий ступінь кандидата фізико-математичного наук, а після захисту у 1974 році докторської дисертації — доктора фізико-математичного наук.
У 1986 році йому було присвоєне наукове звання професора.
Юрій Данилін з 1996 року працює провідним науковим співробітником відділу чисельних методів оптимізації Науково-навчального комплексу «Інститут прикладного системного аналізу» при НАН України і Міністерстві освіти і науки України та діє у складі Національного технічного університету України «Київський політехнічний інститут».

## Науковий доробок
До кола наукових досліджень Юрія Даниліна входять напрями обчислювальної і прикладної математики, теорії і чисельних методів оптимізації, проблеми оптимального керування, чисельних методів розв'язування екстремальних задач.
Основні праці
- Пшеничный Б. Н., Данилин Ю. М. Численные методы в экстремальных задачах — М.: «Наука», 1975. — 319 с.
- Данилин Ю. М., Пшеничный Б. Н. О дифференцируемости решения системы дифференциальных уравнений с разрывными правыми частями по начальным значениям // Тр. семинара «Теория оптимальных решений». — Киев: ИК АН УССР, 1968. — № 2.
- Скорость сходимости методов сопряженных направлений // Кибернетика. 1977. № 6;
- Метод Ньютона с регулировкой шага для вырожденных задач минимизации // Докл. АН СССР. 1981. Т. 259, № 3;
- Данилин Ю. М. Методы квадратичных штрафов на основе линейной аппроксимации // Журнал вычислительной математики и математической физики. — 1989. — 29, № 6.
- Numerische Methoden für Extremal-aufhaben. Berlin, 1982; Последовательное квадратичное программирование и модифицированные функции Лагранжа // КСА. 1994. № 5;
- Оптимизационный подход к решению выпуклых вариационных неравенств // Системні дослідж. та інформ. технології. 2003. № 3.
- Данилин Ю. М. Последовательное квадратичное программирование и модифицированные функции Лагранжа // Кибернетика и системный анализ. — 1994. — № 5.
- Данилин Ю. М., Панин В. М., Шубенкова И. А. Решение выпуклых вариационных неравенств в конечномерных пространствах // Сборник трудов ИПСА, Киев, 1998.
- Данилин Ю. М. Линеаризация и штрафные функции // Кибернетика и системный анализ. — 2002. — № 5.

## Відзнаки і нагороди
- Державна премія УРСР в галузі науки і техніки (1984) «за розробку та впровадження на будівництві магістральних трубопроводів системи оптимального проектування організації робіт»[1]